# Engsnarre
Engsnarre (latin: crex crex) er en fugl i familien vandhøns.
Engsnarren lever en meget skjult tilværelse på lucernemarker og enge med relativt højt, tæt græs. Som følge af den sky adfærd ses den næsten aldrig og opdages derfor næsten altid på stemmen – et kraftigt, gentaget kræks-kræks, deraf det latinske navn.
Den var tidligere almindelig i Danmark, indtil ca. 1930, hvor det gik voldsomt ned af bakke for den, på grund af det intensive landbrug. Fra at have været nede på 10-30 årligt i 1970'erne er den nu gået frem igen, med 150-500 om året. Denne fremgang ses generelt i hele Europa for øjeblikket.   Den er vurderet som sårbar på den danske rødliste.
Engsnarren kaldes populært for Vagtelkonge.